# Stary Kościół Miechowski
Stary Kościół Miechowski – poemat śląskiego księdza i poety Norberta Bonczyka. Tytułowa świątynia to nieistniejący już kościół pod wezwaniem Świętego Krzyża w Miechowicach. 
W zamyśle autora poemat miał być regionalną śląską epopeją regionalną, napisaną na wzór Pana Tadeusza Adama Mickiewicza. 
Utwór jest napisany trzynastozgłoskowcem rymowanym parzyście. Forma wierszowa była zasugerowana przez epopeję Mickiewicza. Występują w nim też liczne środki stylistyczne, między innymi  i paronomazja.
Stary Kościół Miechowski przyniósł autorowi sławę wybitnego regionalnego poety i tytuł „górnośląskiego Homera”. Do 1936 doczekał się czterech wydań. Stanowi cenne źródło socjologiczne.